# أسامة الصلابي
أسامة الصلابي (1967 -) هو كاتب وإعلامي وداعية إسلامي ليبي، متخصص في التاريخ والفكر الإسلامي وتفسير القرآن الكريم، وقيادي بتنظيم الإخوان المسلمون.

## حياته ونشأته
أسامة محمد محمد الصلابي من مواليد مدينة بنغازي 1967م.
حفظ القرآن الكريم وله من العمر 22 عاماً. تحصل على بكالوريوس في الدراسات الإسلامية من كلية الآداب قسم الدراسات الإسلامية من جامعة العلوم والتكنولوجيا بصنعاء اليمن، حصل على الماجستير من الجامعة اليمنية (شعبة الفقه وأصوله) وعنوان الرسالة: (الرخص الشرعية وأحاكمها وضوابطها) عام 2000م، وطبعت هذه الرسالة أكثر من خمس طبعات في دور نشر مختلفة.
حصل على الدكتوراه في الفقه المقارن من جامعة العلوم بصنعاء، وعنوان الرسالة (اختيارات ابن عبد البر القرطبي في فقه المعاملات من كتابيه التمهيد والاستذكار وتطبيقات معاصره) جمع في رسالته بين الأصالة والمعاصرة.
نجله علي الصلابي وشقيقه إسماعيل الصلابي ينتمي لتنظيم أهل البيت الجهادي، هارب من العدالة وينتمي لتنظيمات الجهادية في سوريا، عائلة الصلابي مكونة من أربعة أخوة هم: “علي” الذي يلعب دور الوساطة مع الممولين للتنظيمات الإرهابية والتنسيق بينهم وبين تركيا وقطر، وأسامة وهو يشرعن الإرهاب ” تحت مسمي داعي وواعض، الثالث وهو أخطر شخص يدعي ”إسماعيل” ومهمته تكوبن الجماعات المسلحة ” مليشا إرهابية ” وقائد ميداني، و”خالد” الذي يسهل تهريب الأسلحة، ويوفر الأماكن الآمنة للإرهابيين .

### تتلمذ علي يد
الشيوخ العلماء الذين تلقي عليهم العلوم الشرعية:
1- القاضي العلامة محمد إسماعيل العمراني، وهو من أهم مشائخه في الفقه المقارن والحديث فقد درس عليه: صحيح البخاري ، صحيح مسلم، سنن أبي داود، الشمائل للقاضي عياض، موطأ مالك، سبل السلام للأمير الصنعاني، نيل الأوطار للشوكاني، وله منه أسانيد متصلة، وإجازات علمية بذلك .
2- الشيخ العلامة عبد المجيد عزيز الزنداني وأخذ عنه قضايا الإيمان والإعجاز العلمي وفقه الدعوة .
3- الشيخ الدكتور حسن محمد الأهدل عميد الدراسات العليا بجامعة صنعاء (سابقا) وهو أشرف على رسالة الماجستير وأخذ عنه أصول فقه كتابي (مذكرة أصول الفقه للشنقيطي) و(اللمع لابي إسحاق الشيرازي) أما في الفقه فقد درسَ عليه متن الزبد لابن رسلان في فقه الشافعية.
4- الشيخ قاسم بحر درس عليه النحو (التحفة السنية – ملحة الإعراب وبعضا من متن الألفية).
5- الشيخ محمد أحمد الجرافي مفتي الجمهورية اليمنية (ت.1432 هـ/ 2010)، درس عليه (التحفة السنية – الكواكب الدرية شرح التحفة السنية – قطر الندي – وله سند بذلك)
6- الدكتور العلامة عبد الكريم زيدان أخذ عنه أصول الفقه .

## مسيرته[9][10][1]
- عضو بالاتحاد العالمي لعلماء المسلمين .
- رئيس قسم اللغة العربية والدراسات الإسلامية – كلية الآداب – جامعة قاريونس
- أستاذ بجامعة قاريونس – شعبة الدراسات الإسلامية .
- واعظ وخطيب بالهيئة العامة للأوقاف وشؤون .
- عضو بالهيئة العليا لشؤون الزكاة مندوبا عن الجانب الفقهي .
- عضو هيئة الرقابة الشرعية بمصرف الجمهورية .
- رئيس هيئة الرقابة الشرعية بمصرف شمال أفريقيا.
- عضو هيئة الرقابة الشرعية بمصرف المتحد.
- رئيس الهيئة الشرعية شركة التكافل للتأمين التعاوني.

### البرامج التلفزيونية والإذاعية[11]
- قدم برنامج سبيل الرشاد في الفضائية الليبية عام 2007م
- كما قدم برنامج رسائل إلى الشباب بث عبر قناة الشبابية، باستضافة الدكتور عبد الوهاب الطريري (30 حلقة)
- وقدم برنامج الإسلام والحياة باستضافة الدكتور الصادق الغرياني والدكتور حمزة أبوفارس ،بث عبر قناة الليبية.
- قدم برنامج في شجون الحديث مع الدكتور عبد الوهاب الطريري في رمضان بث عبر قناة المجد الفضائية (30 حلقة).
- له برنامج مسموع باسم: في ظلال الشريعة يبث حالياً كل يوم خميس عبر قناة الإيمان المسموعة وبرنامج الصراط المستقيم الذي يبث عبر أثير قناة بنغازي المحلية .